# Liste der Straßen im Bonner Ortsteil Südstadt
Die folgende Liste enthält die Straßen und Plätze auf dem Gebiet des Bonner Ortsteils Südstadt im Stadtbezirk Bonn.
| Straße                      | Erstbenennung/ -erwähnung | Namensherkunft | Frühere Namen Anmerkungen | Bonner Straßenkataster |
| --------------------------- | ------------------------- | --- | --- | ---------------------- |
| Adenauerallee               |                           | Konrad Adenauer (1876–1967), deutscher Politiker und Bundeskanzler                                                          | Bis 1967 Koblenzer Straße. Ortsteilübergreifende Straße. Teilstück der Bundesstraße 9. | Eintrag                |
| Argelanderstraße            | 1881                      | Friedrich Wilhelm August Argelander (1799–1875), Astronom, Professor an der Universität Bonn, Gründer der Bonner Sternwarte | Zwischen Schloßstraße und Reuterstraße 1889/90 Ermekeilstraße. Zwischen Poppelsdorfer Allee und Königstraße 1874–79, zwischen Ermekeilstraße und Reuterstraße bis 1885 und zwischen Königstraße und Ermekeilstraße 1889–91 als Privatstraße angelegt. Ortsteilübergreifende Straße.              | Eintrag                |
| Am Hofgarten                |                           | Hofgarten | Zwischen Adenauerallee und Lennéstraße bis 1852 Anatomiestraße, 1852–1937 Hofgartenstraße, 1933–45 Reichsbankstraße und 1945–57 Hofgartenstraße; zwischen Kaiserplatz und Lennéstraße 1869–1933 Auguststraße.                                                                                    | Eintrag                |
| Am Poppelsdorfer Weiher     |                           | Weiher des Melbbachs („Melbweiher“), ehemaliger Wehrgraben der Vorgängerburg des Poppelsdorfer Schlosses                    | Bis 1977 Am Weiher. | Eintrag                |
| An der Elisabethkirche      | 1867                      | Elisabethkirche | Bis 1903 Kessenicherweg, 1903–1974 Helmholtzstraße. Ursprung des Straßenzugs in der Römerzeit, Teilstück eines ehemaligen Wegs von Kessenich nach Bonn („Bonner Weg“). | Eintrag                |
| An der Evangelischen Kirche | 1869                      | evangelische Kreuzkirche | | Eintrag                |
| Bismarckstraße              | 1891                      | Otto von Bismarck (1815–1898), deutscher Reichskanzler                                                                      | Ab 1889 als Privatstraße angelegt. | Eintrag                |
| Bonner Talweg               |                           | Verlauf der Straße entlang der Gumme-Talniederung (ehemaliger Rheinarm).                                                    | 1922–24 Karl-Legien-Straße. 1837 erste Ausbaumaßnahmen, 1869 Teilstück ab Königstraße ausgebaut, 1875–76 Herstellung der Fahrbahndecke, 1878, 1909 und Mitte der 1930er-Jahre verbreitert. Ortsteilübergreifende Straße.                                                                         | Eintrag                |
| Brassertufer                |                           | Hermann Brassert (1820–1901), Berghauptmann und langjähriger Bonner Stadtverordneter                                        | Bis 1921 Rheinwerft. Ortsteilübergreifende Straße. | Eintrag                |
| Clausiusstraße              | 1930                      | Rudolf Clausius (1822–1888), Physiker, Universitätsprofessor in Bonn                                                        | | Eintrag                |
| Diezstraße                  | 1907                      | Friedrich Christian Diez (1794–1876), Romanist, Universitätsprofessor in Bonn                                               | 1893 bereits vorhanden. | Eintrag                |
| Dyroffstraße                | 1860                      | Adolf Dyroff (1866–1943), Philosoph und Psychologe, Universitätsprofessor in Bonn                                           | Bis 1870 Hofgarten / Längs am Hofgarten, 1870–1933 Clemensstraße, 1933–45 Klaus-Clemens-Straße und 1945–54 Clemensstraße. | Eintrag                |
| Ermekeilstraße              | 1881                      | Andreas Ermekeil (1826–1895), Bonner Unternehmer, legte die Straße an                                                       | Vor 1880 als Privatstraße angelegt. | Eintrag                |
| Erste Fährgasse             | 1848                      | Zur Fähre nach Beuel führende Gasse.                                                                                        | Bis 1856 Fährgasse. | Eintrag                |
| Fritz-Tillmann-Straße       | 1852                      | Fritz Tillmann (1874–1953), katholischer Theologe, Bonner Universitätsrektor                                                | 1852–1933 Hofgartenstraße, 1933–45 Reichsbankstraße und 1945–57 Hofgartenstraße. | Eintrag                |
| Goebenstraße                | 1891                      | August von Goeben (1816–1880), preußischer General                                                                          | Ab 1890 als Privatstraße angelegt. | Eintrag                |
| Goethestraße                | 1881                      | Johann Wolfgang von Goethe (1749–1832), Dichter und Naturforscher                                                           | Zwischen 1877 und 1885 als Privatstraße angelegt und 1893 an die Gemeinde Kessenich abgetreten. | Eintrag                |
| Hans-Iwand-Straße           |                           | Hans Joachim Iwand (1899–1960), evangelischer Theologe und Universitätsprofessor in Bonn                                    | Bis 1886 Hinter der evangelischen Kirche, 1886–1977 Kirchstraße. | Eintrag                |
| Hartsteinstraße             | 1926                      | Eduard Hartstein (1823–1869), Professor und Direktor der landwirtschaftlichen Akademie Poppelsdorf                          | Stichstraße von der Reuterstraße. | Eintrag                |
| Heinrich-von-Kleist-Straße  | 1886                      | Heinrich von Kleist (1777–1811), Dramatiker                                                                                 | Bis 1978 Hohenzollernstraße. | Eintrag                |
| Kaiserstraße                | 1869                      | Ehrung des Deutschen Kaiser(reiche)s.                                                                                       | Bis 1869 Bendenweg, 1869–70 Trajektstraße (dem Verlauf des Trajekts Bonn-Oberkassel entsprechend), 1870–97 Bahnstraße. Ortsteilübergreifende Straße. | Eintrag                |
| Königstraße                 |                           | vermutlich König Wilhelm I.                                                                                                 | Bis 1876 Grüner Weg, Reststück zwischen Argelanderstraße und Poppelsdorfer Allee erst seit 1904 Königstraße. | Eintrag                |
| Kurfürstenstraße            | 1889                      | Bonn als ehemalige Residenz der Kölner Kurfürsten                                                                           | Bis 1902/03 in der Schreibweise Churfürstenstraße. Ab 1889 angelegt. | Eintrag                |
| Lennéstraße                 |                           | Peter Joseph Lenné (1789–1866), Landschaftsarchitekt, geboren in Bonn                                                       | Bis 1867 Eselsweg. Ab 1868 ausgebaut. Ortsteilübergreifende Straße. | Eintrag                |
| Lessingstraße               | 1904                      | Gotthold Ephraim Lessing (1729–1781), Dichter                                                                               | Um 1890 als Privatstraße angelegt. | Eintrag                |
| Loestraße                   | 1875                      | Walter von Loe (1828–1908), preußischer Generalfeldmarschall, Ehrenbürger von Bonn                                          | Bis 1896 Esserstraße. | Eintrag                |
| Maarflach                   |                           | Flurname („sumpfiges, nasses Gelände“)                                                                                      | Bis 1869 Eselsweg bzw. Maarflachweg. | Eintrag                |
| Oskar-Walzel-Straße         | 1901                      | Oskar Walzel (1864–1944), Germanist, Universitätsprofessor in Bonn                                                          | Bis 1974 Godesberger Straße. Fluchtlinien bereits im Stadtplan von 1893 eingetragen. | Eintrag                |
| Poppelsdorfer Allee         | 1748                      | In Richtung Poppelsdorf führende Straße.                                                                                    | Grenze zum Ortsteil Weststadt. | Eintrag                |
| Prinz-Albert-Straße         | 1873/1886                 | Albert von Sachsen-Coburg und Gotha (1819–1861), Prinzgemahl der englischen Königin Victoria, Student in Bonn               | Zwischen Poppelsdorfer Allee und Königstraße 1886–1972 Kronprinzenstraße, zwischen Königstraße und Weberstraße 1873–1974 Marienstraße. Zwischen Königstraße und Loestraße ab 1869, zwischen Poppelsdorfer Allee und Königstraße um 1890 und zwischen Loestraße und Weberstraße ab 1898 angelegt. | Eintrag                |
| Rathenauufer                |                           | Walther Rathenau (1867–1922), Reichsminister in der Weimarer Republik                                                       | Bis 1931 Rheinwerft, 1931–35 Stresemannufer und 1935–52 Saarland-Ufer. | Eintrag                |
| Reuterstraße                | 1904                      | Funktion der Straße als Jagd-, Reit- oder Kurierweg der Kurfürsten (Reuter als alte Namensform von „Reiter“)                | Zuvor Reuterweg. Ortsteilübergreifende Straße. | Eintrag                |
| Riesstraße                  | 1869                      | Franz Anton Ries (1755–1846), Geiger und Orchesterleiter, Lehrer Beethovens                                                 | Als Privatweg um 1845 angelegt, ab 1867 ausgebaut. | Eintrag                |
| Rittershausstraße           | 1904                      | Emil Rittershaus (1834–1897), Dichter                                                                                       | | Eintrag                |
| „Roonplatz“                 |                           | Albrecht von Roon (1803–1879), Kriegsminister                                                                               | Kreuzung zwischen Weberstraße, Argelanderstraße und Wilhelm-Levison-Straße. Seit 1978 kein amtlicher Straßenname mehr. | Eintrag                |
| Schaumburg-Lippe-Straße     | 1904                      | Prinz Adolf zu Schaumburg-Lippe (1859–1916), studierte und wohnte in Bonn (Palais Schaumburg)                               | Stichstraße von der Adenauerallee. 1904 als Privatstraße mit Treppenaufgang vom Rathenauufer von den Architekten Kayser & von Großheim angelegt. | Eintrag                |
| Schloßstraße                | 1889                      | Auf das Poppelsdorfer Schloss zuführende Straße.                                                                            | Ab 1888 als Privatstraße angelegt, erst 1896/97 fertiggestellt. | Eintrag                |
| Schumannstraße              |                           | Robert Schumann (1810–1856), Komponist, lebte und starb in Bonn                                                             | Zwischen Reuterstraße und Goethestraße bis 1873 Bendenweg; zwischen Weberstraße und Goethestraße 1870–73 An der Loge. Zwischen Weberstraße und Goethestraße 1868 angelegt. | Eintrag                |
| Thielstraße                 | 1926                      | Hugo Thiel (1839–1918), Agrarwissenschaftler, Hochschulprofessor in Bonn                                                    | Fluchtlinien bereits im Stadtplan von 1893 eingetragen. | Eintrag                |
| Venusbergweg                | 1887                      | In Richtung des Venusbergs führende Straße.                                                                                 | Bis etwa 1895 Venusbergerweg. Teilabschnitt Grenze zum Ortsteil Poppelsdorf. | Eintrag                |
| Weberstraße                 |                           | Eduard Weber (1791–1868), Bonner Buchhändler und Grundstücksbesitzer, legte die Straße an                                   | Zwischen Argelanderstraße und Bonner Talweg bis 1978 Moltkestraße. Als Privatstraße ab den 1840er-Jahren angelegt, 1847 und 1873–75 in kommunales Straßennetz übernommen. Östlich der Bahnstrecke Grenze zwischen den Ortsteilen Südstadt und Gronau.                                            | Eintrag                |
| Wernher-von-Braun-Straße    | 1934                      | Wernher von Braun (1912–1977), deutsch-amerikanischer Raketeningenieur                                                      | Bis 1977 Mehlemer Straße. | Eintrag                |
| Wilhelm-Levison-Straße      |                           | Wilhelm Levison (1876–1947), Historiker, Universitätsprofessor in Bonn                                                      | Bis 1977 Roonstraße. 1893 als Privatstraße angelegt. | Eintrag                |
| Zweite Fährgasse            | 1900                      | Zur Fähre nach Beuel führende Gasse.                                                                                        | Grenze zum Ortsteil Gronau. | Eintrag                |